# Cristina Babadac
Cristina Babadac, ou Floarea Cristina Ionescu (nome de solteira) (9 de dezembro de 1972) é uma árbitra de futebol romena que pertence ao quadro oficial de árbitros da FIFA.
Cristina Ionescu recentemente mudou seu nome para Cristina Babadac, depois que se casou Ionut Babadac, um árbitro assistente na primeira divisão romena. Cristina é considerada a melhor árbitra de futebol romena de todos os tempos, o auge de sua carreira foi apitar a final da Copa do Mundo Feminina de Futebol de 2003 nos Estados Unidos. Cristina apitou ainda o torneio de futebol feminino das Olimpíadas de 2004.